# アヴェロワーニュの獣
『アヴェロワーニュの獣』（アヴェロワーニュのけもの、原題：英: The Beast of Averoigne）は、アメリカ合衆国のホラー小説家クラーク・アシュトン・スミスによる短編ホラー小説。『ウィアード・テールズ』1933年3月号に掲載された本作は、クトゥルフ神話の1つであり、フランスの架空の地域圏・アヴェロワーニュを舞台としている。
本作は、聖性や信仰の通用しない異界の魔物を倒すために、別の魔物の力を借りるというストーリーが描かれており、それに関連してスミスの別作品に登場する古代の魔道士エイボンのアイテムが登場する。
スミスはこの作品を1932年7月までには完成させていたが、理由は不明ながらファーンズワース・ライトが受理しようとしなかったため書き直して再送した。このため本作には二つの版が存在する。本来の版は3部構成になっており、第1部がジェローム修道士、第2部がテオフィル院長、第3部が魔術師ル・ショドロニエと語り手を変えながら進行する。WTに掲載されたのは、オリジナル版の第3部だけを残して改稿した短縮版である。日本では長らくWT版だけが知られていたが、柿沼瑛子によるオリジナル版の邦訳が2020年に刊行された。オリジナル版とWT版の粗筋はおおむね同じだが、ル・ショドロニエが「エイボンの書」を所蔵していたなどの情報はオリジナル版にのみ記述が見られる。
ナイトランド叢書版を編した安田均はあとがきにて「「怪物」に焦点を絞っての迫力ある怪異譚」「スミスには彗星に乗って外宇宙から怪異が襲ってくるタイプの作品が他にもあるが、これが代表作だろう」と解説している。

## あらすじ
キリスト紀元1369年の夏、空に彗星が現れる。ある夜、アヴェロワーニュの修道士ジェロームは、森で不気味な生物を目撃する。やがて、修道院の近隣では、動物の怪死が相次いだほか、人間の墓が荒らされるようになり、生きた人間が殺される事態が発生する。
未知の獣の好物が生物の脊椎であることが判明していたものの、修道士たちは手掛かりをつかめずにいた。夜ごとに彗星が巡るなかで、事態は悪化の一途をたどり、ジェロームも獣に殺されたほか、ついには城壁に囲まれた街の方でも犠牲者が出るようになる。
事情を聞いたクシム在住の魔術師ル・ジョドロニエは、魔術で調査するが、手掛かりをつかめずにいた。彼は、呪物「エイボンの指輪」に封印された、人類誕生以前の古代の魔物に相談する。指輪の魔物は、獣の正体が彗星から降りてきた異星の存在だろうと回答する。やがて魔術師はクシムの長官と大修道院の院長から獣の討伐を懇願され、快諾する。
魔術師は重騎兵2人を伴い、夜の修道院を監視する。夜明けまで残り1時間となった頃、赤い怪物が現れ、3人に襲いかかってくる。
- WT版では魔術師が「エイボンの指輪」の宝石を割り、解放された魔物は怪物を焼き滅ぼしてから彼方の世界へと飛び立つ。
- オリジナル版では指輪の魔物の助言を得た魔術師が「エイボンの書」を参考に魔法の粉末を調合し、その粉末を用いて怪物を倒す。[注 2][注 1]

怪物に憑依された大修道院長が自我を失った状態で凶行に及んでいたことが判明するが、魔術師は彼の名誉を慮って真相を伏せる。大修道院長は怪物の犠牲になって命を落としたとのみ発表され、深く悼まれる。その後、アヴェロワーニュの獣による殺戮が繰り返されることはなかった。しかし真相を知る魔術師は名状しがたきものどもの再来を警告し、星の邪悪は地球の邪悪の比などではないと強調したところで手記が締めくくられている。

## 主な登場人物・用語
- リュク・ル・ジョドロニエ - 語り手。クシム在住の魔術師。
- 修道士ジェローム - 最初に獣を目撃した。後に修道院に入り込んだ獣に襲われ惨殺される。
- 大修道院長テオフィル - 立て続けに修道院の者たちを獣に殺され、心身が衰弱する。犠牲者には姪も含まれていた。ル・ショドロニエに、異端審問にかけない条件を提示して獣討伐を依頼する。
- クシム政治長官 - 大修道院長と共に、ル・ショドロニエに獣討伐を依頼し、護衛兵を提供する。
- 「アヴェロワーニュの獣」 - 赤い彗星から降りてきた異星の魔族。生物の脊椎を好んで喰らう。本来は肉体を持つ生物ではないが、地上に降りてから実体化して凶行を行っている。
- 「指輪の魔物」 - 太陽系外の存在であり、古代にエイボンに召喚されて指輪に封じられた。対話する知性を持つ。
- 「エイボンの指輪」 - 太古の呪物。古代の赤い金で造られ、紫色の宝石がついた指輪。宝石には魔物が封じられており、問いかけると答えを返してくる。

## 収録
- 『イルーニュの巨人』創元推理文庫、井辻朱美訳
- 『アヴェロワーニュ妖魅浪漫譚』創元推理文庫、大瀧啓裕訳
- 『魔術師の帝国3 アヴェロワーニュ篇』ナイトランド叢書、柿沼瑛子訳

## 関連作品
- 魔道士エイボン - スミスの神話作品。指環の元の持ち主である、エイボンが登場する。
- 指輪の魔物 - ローレンス・J・コーンフォードの神話作品。エイボンが一人称で指輪について語る。